# Веморк
Ве́морк (норв. Vemork) — бывшая гидроэлектростанция, расположенная вблизи города Рьюкан в коммуне Тинн, Норвегия. Сейчас — Норвежский музей промышленных работников.

## История
Гидроэлектростанция была построена нефтегазовой и металлургической компанией «Норск Гидро» и открыта в 1911 году. На тот момент она считалась самой мощной электростанцией в мире. Основным предназначением Веморка была выработка азота для производства удобрений. В дальнейшем Веморк стал первым в мире заводом по промышленному производству тяжёлой воды, вырабатывающейся из водорода и использующейся для процесса Габера.
Во время Второй мировой войны Веморк стал объектом диверсии со стороны Сопротивления. Девять норвежских подпольщиков взорвали гидроэлектростанцию, использовавшуюся Германией в её атомной программе, однако вскоре станция была восстановлена. В следующем году на озере Тиннсьё был потоплен паром «Hydro» c грузом дейтерия. Завод по производству тяжёлой воды был закрыт в 1971 году, а в 1988 году электростанция преобразовалась в музей.